# 873 Mechthild
873 Mechthild је астероид главног астероидног појаса са пречником од приближно 29,04 .
Афел астероида је на удаљености од 3,020 астрономских јединица (АЈ) од Сунца, а перихел на 2,232 АЈ. 
Ексцентрицитет орбите износи 0,150, инклинација (нагиб) орбите у односу на раван еклиптике 5,264 степени, а орбитални период износи 1555,046 дана (4,257 године). 
Апсолутна магнитуда астероида је 11,49 а геометријски албедо 0,053.
Астероид је откривен 21. маја 1917. године.